# Cel·la (informàtica)
En els fulls de càlcul, una  cel·la  és el lloc on es poden introduir les dades. En fulls de càlcul com Microsoft Excel o OpenOffice.org Calc és un espai rectangular que es forma en la intersecció d'una fila i una columna i se'ls identifica amb un nom com C4 (C és el nom de la columna i 4 el de la fila).
Les files són horitzontals i estan identificades pels números en seqüència ascendent. Les columnes en canvi estan identificades amb les lletres de l'alfabet i van de forma vertical en el Full de Càlcul.
En les cel·les s'introdueix qualsevol tipus d'informació com ara text o números, i també fórmules o instruccions per tal de realitzar un determinat càlcul o tasca.